# Medea Mei Figner
Medea Mei Figner (anche Medea Mei-Figner), pseudonimo di Zoraide (o Zovaide) Amedea Figner nata Mei (Firenze, 4 aprile 1859 – Parigi, 1952), è stata un soprano e mezzosoprano italiano.

## Biografia
Era figlia di un tipografo e una casalinga. Adolescente, al teatro Pagliano di Firenze, vide Tommaso Salvini e Rosa Verdolini cantare e decise di voler abbracciare la carriera di cantante lirica. Dopo essere entrata al Conservatorio, debuttò a sedici anni come Azucena ne Il Trovatore  al teatro di Sinalunga. La sua carriera proseguì con varie tappe italiane e quindi con viaggi in Francia, Spagna e America del Sud: nel 1884 si esibì al Teatro Solís, dove avrebbe incontrato Arturo Toscanini due anni dopo e dove sarebbe tornata nel 1903 ad esibirsi con Toscanini come direttore d'orchestra ed Enrico Caruso come partner.

Nei tempi di poco successivi al suo debutto, il suo repertorio comprendeva le parti di Ulrica in Un ballo in maschera, Amneris in Aida, Léonor in La favorita di Donizetti e il ruolo principale nella Carmen di Bizet. 
Si sposò col tenore Filippo Biadi, col quale ebbe due figli prima della sua morte per febbre gialla, durante il viaggio che lo conduceva in Egitto.
Il 26 aprile 1887 Medea Mei conobbe quello che sarebbe diventato il suo secondo marito, il tenore Nicolaj Figner, ex ufficiale della Marina Imperiale russa e insieme a lui lasciò l'Italia per la Russia, dove fece una brillante carriera. Lei e il marito cantarono al Teatro Mariinskij a San Pietroburgo e divennero solisti dell'imperatore di Russia. Furono in tournée in Spagna, in Romania, a Londra, in America. Il giornale francese Le Gaulois la definì "uno dei più potenti soprano che ci sia stato dato di applaudire". Lo sposò nel 1889, e con lui ebbe 4 figli. Aggiunse quindi al suo cognome quello del marito. 
Durante il matrimonio, Medea Mei si esibì in svariate opere insieme al marito. In particolare, in seguito all'amicizia che legò la coppia a Pëtr Il'ič Čajkovskij, i due figurarono rispettivamente come soprano e tenore nella Dama di picche ed Iolanta che il musicista scrisse per loro. 
Dopo la tournée del 1903 in America del Sud, nel 1904 Medea Mei divorziò da Figner ma continuò a cantare al Mariinskij. Lasciò la Russia nel 1930 per stabilirsi a Parigi dove continuò a cantare e aprì una scuola di canto. Visse il resto della sua vita nella capitale francese dove morì a 93 anni.
Scrisse il libro autobiografico Мои воспоминания (I miei ricordi) pubblicato nel 1912 o 1919.

## I Figner si esibiscono in coppia
Entrambi i Figner sono stati considerati degli attori eccezionali: la loro prima apparizione insieme in Carmen di Bizet, nei ruoli di Carmen e Don José, ottenne un'ovazione che si disse essere stata senza precedenti nella storia della lirica russa. 
Furono molto apprezzati da Pëtr Il'ič Ciajkovskij, che compose per loro i ruoli di Hermann e Liza ne La dama di picche. Crearono i ruoli nella prima mondiale di questa opera, il 19 dicembre 1890, dopo le prove sotto la supervisione personale di Čajkovski. All'epoca Medea era nelle prime fasi della gravidanza. Nel 1891, quando non fu in grado di continuare ad apparire ne La dama di picche a causa delle sue condizioni, Nikolaj si rifiutò di cantare con un soprano sostituto, e così l'opera fu rimossa dal programma fino a quando Medea non fu in grado di tornare a cantare.
I Figner crearono il ruolo di soprano del titolo e quello della parte di tenore del conte Vaudémont nell'opera Iolanta di Čajkovskij nel 1892. Čajkovski dedicò le sue Sei romanze, op. 73 (1893) a Nikolaj Figner. Nikolah trascorse del tempo con Ciajkovskij nei giorni successivi alla prima della sua Sinfonia n. 6 Patetica . Successivamente, rese visita alla casa di Modest Čajkovskji dove si trovava il fratello durante l'ultima malattia del compositore, e tornò lì immediatamente dopo la morte di Čajkovskij, aiutando Nikolaj Rimskij-Korsakov a preparare la salma. 
Tuttavia, i Figner non limitarono le loro attività liriche comuni alle composizioni di Čajkovskij. Ad esempio, crearono i ruoli principali in Dubrovskij e Francesca da Rimini di Eduard Nápravník.
Altre opere in cui i Figner si esibirono insieme furono: Eugenio Onegin di Ciajkovskij (si dice che il Lenskij di Nikolay fosse stato superato solo dall'interpretazione di Leonid Sobinov) e L'Opričnik, Aida, La traviata e Otello di Verdi  (cantando nel 1889 la prima esecuzione russa di quest'ultima opera), Faust e Romeo e Giulietta di Gounod, Fra Diavolo di Auber e le prime in Russia di Cavalleria rusticana di Mascagni, Tosca di Puccini e Pagliacci di Leoncavallo. Stranamente, non cantarono mai opere scritte da Rimskij-Korsakov, che era il compositore lirico più prolifico della Russia zarista. Si è detto che la ragione di questa lacuna nel loro repertorio fosse personale: avevano chiesto a Rimskij-Korsakov di scrivere un'opera per loro, o di apportare alcune modifiche alla sua opera esistente Notte di maggio, ma il compositore apparentemente si era rifiutato di aderire alla richiesta e questo potrebbe aver offeso i Figner.
 Medea fece una tournée in Sud America e tornò per continuare una carriera da solista al Teatro Mariinskij di San Pietroburgo. Dal 1910 al 1915 Nikolay diresse e cantò con la compagnia d'opera Narodnyj Dom a San Pietroburgo. La prestazione d'addio di Medea fu nel ruolo principale in Carmen nel 1912. Nel 1917 Nikolaj si trasferì a Kiev, dove insegnò al Conservatorio. Perse la maggior parte dei suoi beni durante la Rivoluzione Russa del 1917 e morì in povertà a Kiev il 13 dicembre 1918, all'età di 61 anni. Medea lasciò la Russia sovietica nel 1930 e si stabilì a Parigi, dove morì l'8 luglio 1952, all'età di 93 anni.
Entrambe le loro voci possono essere ascoltate nell'antologia LP The Record of Singing, mentre una vasta selezione delle loro registrazioni è stata pubblicata su compact disc dall'etichetta discografica Symposium nel 2000. Questo doppio CD porta i numeri di catalogo 1255/1256. 
È importante sottolineare che Medea Mei-Figner ha registrato l'aria di Lisa da La dama di picche col finale alternativo sanzionato dal compositore. Incise anche "Vissi d'arte" da Tosca e arie da Werther e Carmen, oltre a registrare numerose canzoni, tra cui "Penso" di Paolo Tosti. La sua voce era considerata dai critici contemporanei più bella di quella di suo marito. Avevano già superato il loro apice vocale quando incisero la loro prima serie di dischi a 78 giri a San Pietroburgo nel 1901–202 per la Gramophone & Typewriter Company poi divenuta EMI. 
La giornalista danese Knut de Hageman-Lindenkrone condusse una lunga intervista registrata con Medea Mei nel suo appartamento parigino nel 1949, quando la cantante aveva 90 anni. L'intervista è in francese, sebbene Medea Mei potesse parlare anche in italiano e russo con sua figlia, anch'essa presente. Cantò anche alcune battute di musica qua e là, tra cui la prima frase che l'ultima dall'aria di Liza, "Уж полночь близится", da La dama di picche di Čajkovskij, che aveva creato 59 anni prima. 
Questa affascinante intervista di un'ora, con ricordi unici di Čajkovskij e altri eventi leggendari della carriera di San Pietroburgo di Madama Mei, è stata inclusa in due CD della Rubini Records, intorno al 1975, che presentavano anche l'uscita completa commercialmente registrata di Medea Mei-Figner a partire dall'inizio del XX secolo.